# Laser Mission
Laser Mission is een film uit 1990, met in de hoofdrollen Brandon Lee en Ernest Borgnine. De film verloor opmerkelijk genoeg elke indicatie van auteursrechten, waardoor het een van de weinige films na 1989 is die in het publiek domein is gevallen.

## Verhaal
De Amerikaanse huursoldaat Michael Gold (Lee), moet ervoor zorgen dat de Duitse Laserspecialist Dr. Braun (Borgnine) voor de Verenigde Staten gaat werken voordat hij een deal sluit met de KGB.

## Rolverdeling
| Acteur            | Personage        |
| ----------------- | ---------------- |
| Brandon Lee       | Michael Gold     |
| Debi A. Monahan   | Alissa           |
| Ernest Borgnine   | Prof. Braun      |
| Graham Clark      | Col. Kalishnakov |
| Trevor Williamson | The Foot         |